# Southend Borough Combination
Southend Borough Combination là một giải bóng đá Anh, có 5 hạng đấu, hạng cao nhất là Premier Division, nằm ở Cấp độ 17 trong Hệ thống các giải bóng đá ở Anh. Trong khi giải đấu không góp đội cho Essex Olympian Football League, gần đây nhiều đội muốn chơi ở các cấp độ cao hơn đã xin gia nhập vào giải đấu này thành công.

## Lịch sử
Giải đấu được thành lập năm 1920 bởi G.Somerville như một sự bổ sung cho Southend & District League. Trong suốt lịch sử 87 năm, giải đấu chỉ có 5 chủ tịch. Chủ tịch hiện tại là Gary White, cũng là thư ký của Southend Collegians. Ông thay thế Len Forge OBE, người đã nhập cư vào Pháp năm 2004 sau khi làm việc trong 50 với tư cách là cả Chủ tịch và Thư ký. Vị trí thư ký bây giờ thuộc về Sheryl MacRae, cũng là thư ký của Railway Academicals F.C.
Khởi đầu mùa giải 2012-13, giải đấu có nhiều câu lạc bộ từ giải đấu đã giải thể Southend & District League và đang mở rộng phạm vi đến những nơi khác.

## Các câu lạc bộ mùa giải 2015-16
- Premier Division

Ashingdon | Christchurch | Corinthians | Earls Hall United | Hadleigh & Thundersley | Laindon Orient | Leigh Town | Railway Academicals | Shoebury Town | Southend Collegians | Southend Sports Dự bị | Wakering Wanderers
- Division One

Ashingdon Dự bị | Bridgemarsh | Brit Academicals | Elmwood | Hadleigh & Thundersley Dự bị | Leigh Town Dự bị | Old Southendian 'A' | Rochford Town Dự bị | Shoebury Town Dự bị | White Ensign 'A'
- Division Two

Ashington 'A' | BKS Sports | Catholic United 'A' | Corinthians Dự bị | Laindon Orient Dự bị | Papillon | Shoebury Town 'A' | Southend Collegians Dự bị | Southend Rangers | Weir Sports | Westcliff United
- Division Three

Benfleet Amateurs | Earls Halls United Dự bị | Ekco Whitecaps | Leigh Town 'A' | Old Southendian 'B' | Parkway Sports | Pitsea Athletic | Rayford Athletic Dự bị | Rochford Town 'A' | Southend Collegians 'A' | Southend Sports 'A'
- Division Four

Ashington 'B' | BKS Sports Dự bị | JMC Athletic | Laindon Orient 'A' | Landwick | Leigh Town 'B' | Railway Academicals Dự bị | Southend Collegians 'B' | Southend Rangers Dự bị | Southend Sports 'B' | Westcliff United Dự bị

## Các đội vô địch
| Mùa giải | Premier Division    |
| -------- | ------------------- |
| 2003–04  | Shoebury Town       |
| 2004–05  | Ekco/ Thames Park   |
| 2005–06  | Ekco/ Thames Park   |
| 2006–07  | Exhibition United   |
| 2007–08  | Rochford Town       |
| 2008–09  | Old Southendian     |
| 2009–10  | Railway Academicals |
| 2010–11  | Rochford Town       |
| 2011–12  | L.O.S.S.            |
| 2012–13  | Rochford Town       |
| 2013–14  | Railway Academicals |
| 2014-15  | Christchurch        |